# Michael Weisser

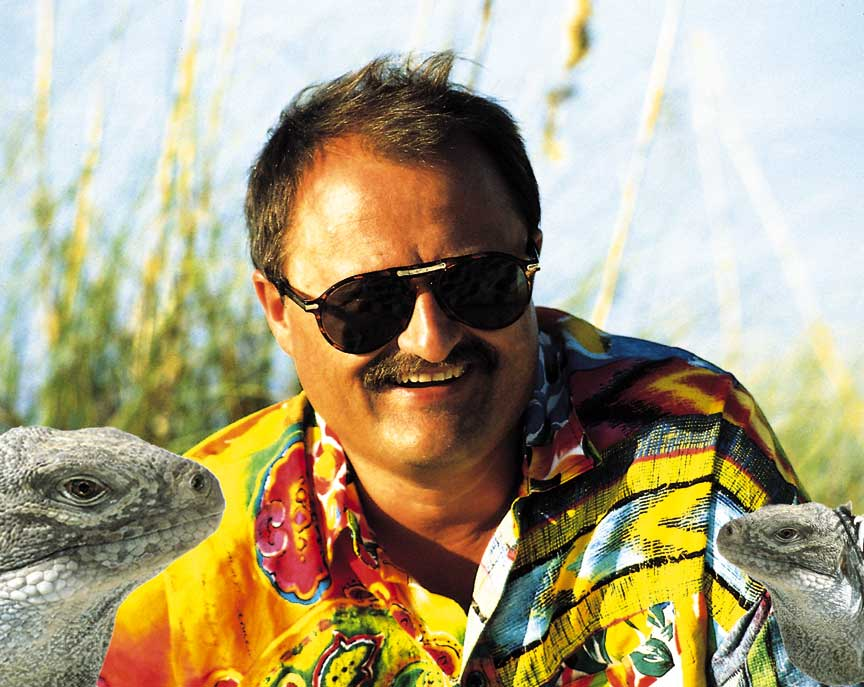
Michael Weisser

Michael Weisser (* 18. Oktober 1948 in Deichsende, jetzt Wurster Nordseeküste) ist deutscher Medienkünstler, Musikproduzent und Science-Fiction-Autor.

## Leben
Weisser studierte nach einem Praktikum in einem chemischen Forschungslabor in Bonn von 1967 bis 1972 an den Werkkunstschulen in Köln sakrale Malerei, experimentelle Malerei und freie Grafik. In Seminaren bei Niklas Luhmann, Alphons Silbermann, Alfred Schmidt und Bazon Brock belegte er die Schwerpunkte Ästhetische Theorie sowie Kunst, Kybernetik und Systemtheorie. Er schloss das Studium mit dem Examen als Grad. Des. ab.

Anschließend studierte er Kunstgeschichte, Kommunikationswissenschaften, Politologie, Soziologie und Pädagogik an der Universität Bonn und der Universität Marburg.
Nach dem Studium veröffentlichte Weisser in freier Forschung Publikationen zu den Themen Ästhetik der Alltagswelt, Industriearchitektur, Arbeiterwohnungsbau, Verdrängung des Ornaments und Deutsche Reklame.
Ab 1984 arbeitete er mit Peter Mergener zusammen, mit dem er das Duo Software bildete. Zur Entwicklung von Musikkonzepten und zum Aufbau eines Schall- und Bildarchivs für das World-Music-Projekt G.E.N.E. führte Weisser eine Vielzahl von Studienreisen durch und zeichnete dabei digital mehr als 1000 Sounds-of-Planet-Earth als O-Töne auf.
1985 übernahm Weisser die Funktion des Creative Directors beim Musiklabel Innovative Communication (IC), entwickelte in Zusammenarbeit mit seinem Partner Mark Sakautzky Produkt-Designs und strategische Allianzen mit Markenfirmen, um neue Vertriebswege für die Musik des Labels zu erschließen. 1990 wurde die Millionen-Umsatzgrenze überschritten und Sakautzky/Weisser gründeten die IC/DigItMusic GmbH. 1994 verkaufte Sakautzky seine Anteile an die Pallas Group, und Weisser leitete IC acht Jahre lang, bis auch er 2002 seine Anteile an die Pallas Group verkaufte und sich wieder der Kunst mit dem Schwerpunkt auf neuen, digitalen Medien zuwandte.
Im Sommer 2008 übernahm das Zentrum für Kunst und Medien (ZKM) sein komplettes künstlerisches Werk.
2014 entwickelte Weisser mit seinem QR-Coding (ab 2007) ein erstes Hybrid-Medium, das Die|QR|Edition als Imprint des Verlages p.machinery in Murnau am Staffelsee realisiert. Diese Idee des Medienmixes von Bild, Klang und Wort setzt die Idee vom Kassetten-Buch Dea-Alba – Eine phantastisch klingende Geschichte mit Musik-MC von Software von 1988 weiter um.
Seit 1966 führte er eine Reihe von Multimedia-Konzepten, -Präsentationen und -Projekten durch. Er war 1989 Gründer und Organisator des Festivals Bremer Tage der Computerkultur.
Heute arbeitet Weisser als Medienkünstler mit den Schwerpunkten Rauschen, CompressedWorld und i:Codes in Bremen und Artà.

### Kulturpolitik – Bürgerinitiativen
1970 war Weisser Gründungsmitglied der Bürgerinitiativen-Planungsgruppen Kulturpolitik und Arbeitskreis Stadtentwicklung in Bonn sowie Gründungsmitglied der Gesellschaft für Kunstkonsum und Produktion. Von 1972 bis 1974 war er Vorsitzender sowie Landes- und Bundesdelegierter des Bundesverbandes Bildender Künstlerinnen und Künstler (BBK) in Köln und Bonn, sowie von 1973 bis 1975 Chefredakteur des kunst- und kulturpolitischen Magazins (BBK). Im Frühjahr 2008 entwickelte er das Konzept für eine neue Nutzung des Anti-Kolonial-Denk-Mals in Bremen und war Gründungsmitglied des gemeinnützigen Vereins DerElefant!.

### Lehraufträge
Weisser hatte eine Reihe von Lehraufträgen an der Volkshochschule Bonn (1971–1976), am Kinderforum in Bonn (1974), an der Universität Bremen für Kunst am Bau (1975/76), an der Hochschule für Bildende Künste Braunschweig, an der Universität Bremen und an der Hochschule für Künste Bremen (1975–1982), im Fachbereich Kunst an der Universität Erfurt (2014) sowie eine Gastprofessur an der Hochschule für Künste Bremen (1988).

## Veröffentlichungen

### Sachbücher
- Im Stil der Jugend – Die Münchner illustrierte Wochenschrift für Kunst und Leben und ihr Einfluss auf die Stilkunst der Jahrhundertwende (Reihe Ästhetik der Alltagswelt, Bd. 1). Fricke, Frankfurt a. M. 1979, ISBN 978-3-88184-025-5.
- Annoncen aus der Jahrhundertwende – Die Kunst der Anzeigenwerbung. Beispiele aus der Wochenschrift „Jugend“ (1896–1926). Schlütersche Verlagsanstalt, Hannover 1981, ISBN 3-87706-184-2.
- Ornament und Illustration um 1900 – Handbuch für Bild- und Textdokumente bekannter und unbekannter Künstler aus der Zeit des Jugendstils (Reihe Ästhetik der Alltagswelt, Bd. 2) Fricke, Frankfurt 1982, ISBN 978-3-88184-033-0.
- Jugendstilfliesen – Die künstlerisch gestaltete Wandfliese als Gebrauchsgegenstand und Ornamenttäger (Reihe Ästhetik der Alltagswelt, Bd. 4). Fricke, Frankfurt a. M. 1983, ISBN 978-3-88184-046-0.
- Deutsche Reclame – 100 Jahre Werbung 1870–1970. Doell, Bassum 2002, ISBN 978-3-88808-273-3.
- Cigaretten-Reclame – Über die Kunst, blauen Dunst zu verkaufen. Doell, Bassum 2002, ISBN 978-3-88808-274-0.
- Wirksam wirbt das Weib – Die Frau in der Reclame. Doell, Bassum 2002, ISBN 978-3-88808-275-7.
- IrrSinn! Die Einladung zu einer durchaus riskanten Reise in den unergründlichen Kosmos zwischen Himmel und Hölle von YouTube. Die QR Edition, p.machinery, Murnau am Staffelsee 2015, ISBN 978-3-95765-025-2.
- Der QR Code – Hintergründe & Visionen – Beschreibung, Geschichte, Technik, Nutzung, Gefahren, Grenzen, Visionen und Ästhetik der „schnellen Antwort“ im 21. Jahrhundert. Die QR Edition, p.machinery, Murnau am Staffelsee 2015, ISBN 978-3-95765-028-3.
- Der Riensberger Friedhof in Bremen 1811–2021. Intermediale Heimatforschung und Quellensammlung als zeitgemäßer Beitrag zur Sepulkralkultur. Isenberg Verlag, Oldenburg 2021, ISBN 978-3-7308-1773-5.
- Die Geschichte der Familie Leisewitz 1551–2021. Die Geschichte vom Rittergut Valenbrook 1699–2021. Ein Beitrag zur Entstehung bürgerlicher Rittergüter im Herzogtum Bremen. Isensee Verlag, Oldenburg 2021, ISBN 978-3-7308-1829-9.
- Lüder Rutenberg. Der Baumeister und Gründer der „Kaiserbrauerei Beck & Co.“ in Bremen. Quellensammlung zur Stadtgestaltung und Baukunst sowie zur Entwicklung des Bremer-Hauses im 19. Jahrhundert. Isensee Verlag, Oldenburg 2021, ISBN 978-3-7308-1987-6.
- Die Liebe höret nimmer auf. Der Riensberger Friedhof in Bremen-Schwachhausen – 150 Jahre. Isensee Verlag, Oldenburg 2024, ISBN 978-3-7308-2111-4.

•  Die Königliche Kunst und das Bremer Logenhaus. Geheimnis, Information und Anmutung. Eine ästhetische Feldforschung zur Kultur der christlichen und humanistischen Freimaurerlogen ab 1744. Isensee Verlag, Oldenburg 2024, ISBN 978-3-7308-2173-2.
Als Herausgeber:
- Computerkultur – The beauty of bit and byte. TMS, Bremen 1989.
- „neugierig:denken!“ Interviews und Dialoge zum künstlerisch-kreativen und non-linearen Denken mit 44 Persönlichkeiten aus Kultur, Wissenschaft, Wirtschaft und Politik. Die QR Edition, p.machinery, Murnau am Staffelsee 2016, ISBN 978-3-95765-070-2.

### Romane
- ab 1982: Poesie für das Musikprojekt Software, als LPs und CDs erschienen auf dem Label IC-Innovative Communication (IC/DigItMusic im Vertrieb von DA-Music) Hamburg/Bremen/Diepholz.
- Syn-Code-7. Suhrkamp, Frankfurt a. M. 1982, ISBN 3-518-37264-5.
- .DIGIT. Suhrkamp, Frankfurt a. M. 1983, ISBN 3-518-37373-0.
- Off-Shore. Corian, Meitingen 1984, ISBN 978-3-89048-109-8.
- Herbert W. Franke, Michael Weisser: Dea Alba. Suhrkamp, Frankfurt a. M. 1988, ISBN 978-3-518-38009-3.

### Poesie
- 2014: Poesie Im Tanz der Neuronen. visionäre Texte und kosmische Klänge, (QR-Coding) Die QR edition, p.machinery, Murnau am Staffelsee, ISBN 978-3-942533-98-0.
- 2014: mit Horst-Günter Rubahn: Be Inspired and Free Your Visions! The i:Code-Alsion-Campus-Art-Project in Sønderborg, created by Michael Weisser. Die QR Edition, p.machinery, Murnau am Staffelsee & Alsion-Campus, Sønderborg, August 2014, ISBN 978-3-95765-003-0.
- 2014: Poesie Im Sog des Strudels der Worte. Visuelle und akustische Poesie, (QR-Coding). Die QR edition, p.machinery, Murnau am Staffelsee 2014, ISBN 978-3-95765-012-2.

### Ausstellungskataloge
Diverse Ausstellungskataloge wurden von Weisser gestaltet u. a.
- mit Rudolph Bauer, Inge Buck: Der Elefant! Bilder, Gedichte, Dokumente. Zum Anti-Kolonialdenkmal in Bremen. Sujet, Bremen 2010, ISBN 978-3-933995-49-0.
- SNACK-together! the global taste of diversity. Katalog zum Seminar an der Hochschule Bremen, 2009/10, sujet-verlag. Bremen 2010, ISBN 978-3-933995-58-2.
- Der.Die.Das. – Der Weg. Die Sicht. Das Sehnen. Über die Schönheit von Reise und Abenteuer. Katalog zur Ausstellung im Syker Vorwerk – Zentrum für zeitgenössische Kunst, Stiftung Kreissparkasse, Syke 2013, ISBN 978-3-9815235-2-2.

### Musik – Elektronik, Worldmusic, Klangarchiv
- 1982: „Galaxy Cygnus-A“, Live-Event zusammen mit Robert Schröder, Auftragsarbeit für den ORF im Rahmen der ars electronica, Linz/Österreich
- 1984–2000: Software (Band), elektronische Klanglandschaften, 19 CD-Produktionen auf IC
- 1988: „Digital Dance“ Konzert in der Aula der Musik-Hochschule in Köln, Live-Übertragung „Nachtmusik“ im WDR 1

Interpreten: Synthesizer: Peter Mergener und Ralf Hess, Saxophon/Flutes: Toni Schneider
- 1988: „Syn-Phonie für Computermusik und Sternenlicht“, programmierte Multivision in der Kuppel im Planetarium Bochum
- 1988: „Electronic Universe“ Live-Konzert in der alten Eisengießerei in Hamburg

Interpreten: Synthesizer: Peter Mergener und Ralf Hess, Guitars: Holger Marquenie
- 1989: „Syn-Code“ Planetariums-Projektion im AllSky-Planetarium Stuttgart
- 1986–2000: „G.E.N.E.“, Gambling Electronic Natural Environment, 20 CDs auf IC/DigItMusic
- 1986–2000: Klangarchiv 120 Stunden auf DAT "Sounds auf Planet Earth" mit >1000 Originalklängen weltweit
- 1997–1998: „Sounds of Planet Earth“ akustische Strukturen (Afrika, Seychellen, Osterinsel, Polynesien), erste Ambient-Sound-CDs auf IC/DigItMusic